# 梅察萬

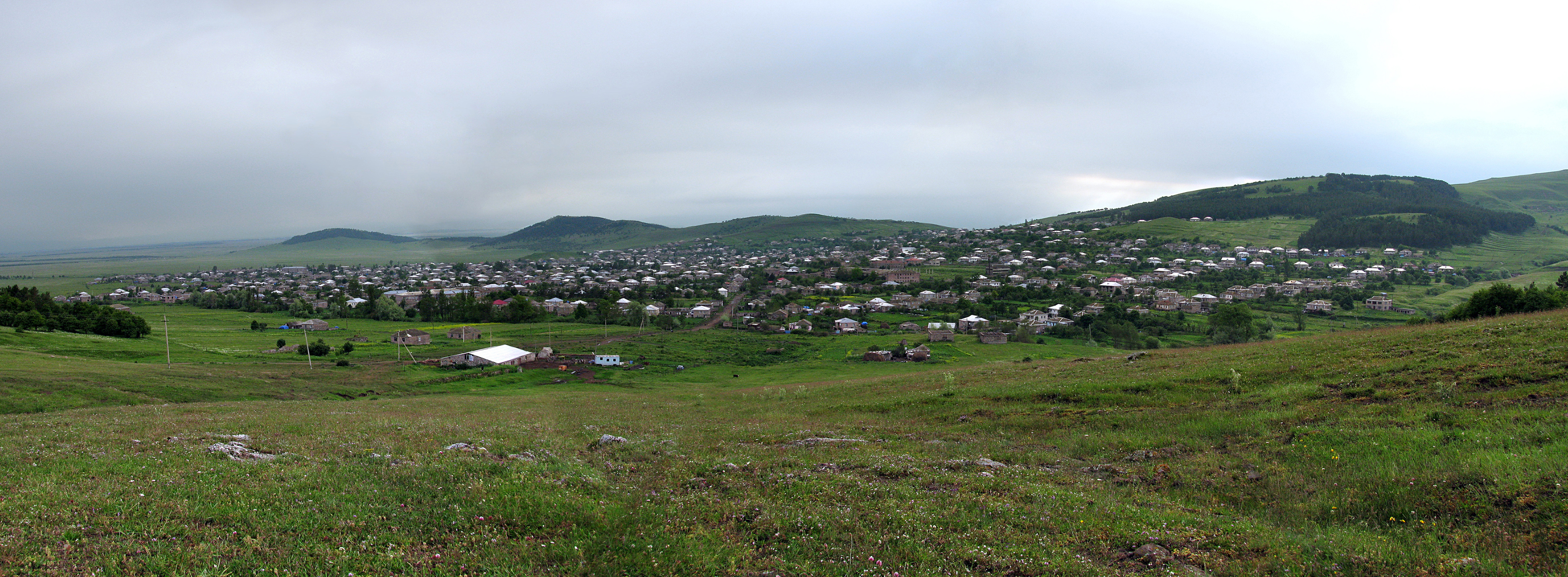
梅察萬

梅察萬（羅馬化：Metsavan）是亞美尼亞洛里州的一個村莊。梅察萬靠近亞美尼亞和格鲁吉亚邊境。梅察萬海拔1575公尺。根據亞美尼亞官方所作的人口調查數據顯示：居住於梅察萬的總人口數量為4578人。